# クラッシュ・バンディクー フェスティバル
『クラッシュ・バンディクー フェスティバル』（Crash Bandicoot Festival）は、ビベンディ ユニバーサル ゲームズ（現・アクティビジョン・ブリザード）が2006年7月20日に発売したパーティゲーム。

## 概要
クラッシュ・バンディクーシリーズ初となるDS用の作品。クラッシュ・バンディクー生誕10周年記念作品で、日本で開発、及び先行発売された初のクラッシュ。
なお、発売後すぐにビベンディ ユニバーサル ゲームズは合併し、アクティビジョン・ブリザードになり日本から撤退してしまったため、シリーズで日本で発売されたのは今作が最後である。

## ストーリー
クラッシュらのもとに、大金を賭けたレースの招待状が届き、やる気に満ちていた。一方、主催者であるビスカント・デビルは、ルール無用のこのレースを通じて、『スーパービッグパワーストーン』という失われた宝石を探させようと企んでいた。だが、クラッシュの知り合いであるネオ・コルテックスにも招待状は届いており、ビスカント・デビルの企みを見抜いたコルテックスは、その宝石を狙っていた。そして、彼らの思いが満ちたまま、レースは開かれた。